# Hunedoara
Hunedoara (pronunciat en romanès: [huneˈdo̯ara]; en alemany: Eisenmarkt; hongarès: Vajdahunyad, Hungarian pronunciation: [ˈVɒjdɒhuɲɒd]) és una ciutat del comtat de Hunedoara, Transsilvània (Romania). Es troba al sud-oest de Transsilvània, prop de les muntanyes de Poiana Ruscă, i administra cinc pobles: Boș (Bós), Groș (Grós), Hășdat (Hosdát; Hochstätten), Peștișu Mare (Alpestes) i Răcăștia (Rákosd).
La ciutat inclou l'edifici secular d'estil gòtic més important de Transsilvània: el castell de Hunyad, que està estretament relacionat amb la família Hunyadi. El castell va ser destruït pel foc cinc vegades, però va ser reconstruït per autoritats austrohongareses i romaneses. A més del castell, la ciutat es va desenvolupar com un centre de producció de ferro i un mercat per a les regions de muntanya properes. Durant el segle xx, la població de Hunedoara va augmentar fins als 86.000 habitants. La ciutat contenia les siderúrgiques més grans de Romania (fins que Galați va prendre la iniciativa), però l’activitat va anar disminuint després de la caiguda del teló de ferro a causa de la pèrdua del mercat. Això va suposar un cop per a la prosperitat general de la ciutat, que ara es recupera mitjançant noves inversions.
La població està formada per una majoria de romanesos, amb hongaresos i gitanos com a minories més importants. La ciutat conté nombrosos parcs, amb àlbers i castanyers que flanquegen els carrers. Hi ha molts atractius turístics, inclosa una gran presa, amb instal·lacions turístiques, situada a pocs quilòmetres de la ciutat, a la muntanya.

## Etimologia
El nom de la ciutat sembla inexorablement lligat al nom de la família Hunyadi (també coneguts com a Corvinus). L'explicació més probable del nom romanès "Hunedoara" és la transliteració del nom hongarès "Hunyadvár" que significa "Castell d'Hunyad", ja que moltes ciutats hongareses tenen aquest sufix. Històricament es van registrar els següents noms: Hungnod (1265), Huniad (1278), Hwnyadwar (1409), Vayda Hunyadi (1575). El darrer nom hongarès Vajdahunyad (voivode Hunyad) és una referència directa a Joan Hunyadi.

## Història
Les eines de l'edat de pedra es van descobrir al turó de Sânpetru (Sant Pere), prop del castell i als pobles dels voltants. La regió era molt rica en ferro, que havia estat extret a la zona des de l’ edat del ferro per les tribus tracies. Les fortaleses dacies de les muntanyes Orăştie, sobretot Sarmiszegetusa, que es va convertir en el centre religiós i polític més important de Dàcia, es trobaven a prop de Hunedoara i s'abastien del ferro produït aquí. Les restes de vuit forns de ferro daci s'han trobat al turó de Sânpetru, prop del castell. El descobriment d’importants tresors monetaris de monedes dacies i de monedes imperials romanes testimonia la importància del lloc.
Després de la conquesta de Dàcia cap al 106 dC i convertida en província romana, la regió rica en ferro va atreure l'atenció dels romans, que van començar a explotar-la construint forns. A Teliuc va sorgir una "Vila Rústica", una fortificació romana al turó de Sanpetru, avançada de la famosa legió XIII Gemina, el castrum principal de la qual era a l'Apullum de Dàcia. Es van descobrir altres artefactes romans a la zona de la ciutat i també a Pestis, on es van descobrir les restes d’un poble romà. La nova capital de la província romana de Dàcia, Ulpia Traiana Sarmizegetusa, també estava situada a les proximitats.
Després de la retirada militar i administrativa romana durant el període migratori, la regió no tenia llocs històrics significatius, tot i que és possible que continuï l'activitat del ferro. L'estructura ètnica de la regió va canviar significativament, sobretot amb els gots, huns, eslaus, petxenegs, magiars i cumans.
Hi ha un debat acadèmic en curs sobre l'ètnia de la població de Transsilvània abans de la conquesta hongaresa (vegeu Origen dels romanesos). Després del 1000, com a part del Regne d'Hongria, sota la influència eslava van créixer petites disputes polítiques (governades pels knjazes). A sud dels Carpats la pechenegos i els cumanos va mantenir en el poder polític i Hunedoara va actuar com a zona d'amortiment per a la corona hongaresa. Amb el temps, les poblacions de vlaques de les muntanyes properes van desenvolupar una original cultura altiplanenca. La seva terra es diu "Tara Padurenilor" (país dels boscos) i van començar a dominar la zona demogràficament. La regió també comptava amb una considerable població de saxons alemanys, colonitzadors portats per la corona hongaresa després de la invasió mongola i més tard, de romaní que van emigrar des del subcontinent indi.
Les primeres evidències registrades de la ciutat es van fer el 1265 amb el nom de Hungnod com a centre de bronzejat de cuir i processament de llana. La ciutat de Hunedoara es va convertir en un important centre d’extracció i processament de ferro a Transsilvània. "Corpus Inscriptiorum Latinorum" es refereix a un habitant local com a "natas ibi, ubi ferum nascitur", és a dir, "nascut on va néixer el ferro". Com a eix vertebrador per a la fabricació d’armes i eines, la indústria de la ciutat era vital per a la regió.
La ciutat és coneguda des del segle xiv principalment com la residència de la família Hunyadi. El 18 d'octubre de 1409, Voyk (Vajk en hongarès, Voicu en romanès), fou recompensat per la valentia militar per Sigismund de Luxemburg i rebé el domini d'Hunedoara. Els orígens de la família Hunyadi són un tema de debat permanent entre els historiadors. El mateix document que registrava la recompensa de Voyk per la valentia militar de Sigismund de Luxemburg també esmenta els seus tres fills: Mogoş, Radu i John Hunyadi (hongarès: János Hunyadi; romanès: Ioan de Hunedoara). Hunedoara va rebre privilegis de la ciutat el 1448 del rei d'Hongria. John Hunyadi va consolidar la ciutadella a la part superior d'una antiga fortalesa, creant les dues sales principals, per a Diet i Cavallers. Una abadia franciscana es va construir a prop del castell el 1448 i Joan de Capistrano, un famós monjo italià, va ser enviat pel Papa per organitzar una croada contra els turcs i va viure al castell. Joan de Capistrano va esdevenir instrumental més tard per incitar la pagesia a la croada, començant des de Frankfurt i marxant cap a Belgrad.
John Hunyadi va ser un cap militar líder en el creixent enfrontament amb l'Imperi Otomà. Va lluitar al servei de Sigismund, dominant les tàctiques militars a les guerres husites, i es va convertir en el guerrer més hàbil d'Hongria. Va ser elevat i nomenat Voivode (Príncep) de Transsilvània, que aleshores era una part autònoma del Regne d'Hongria. Elegit regent d'Hongria, va formar una coalició amb els principats de Moldàvia i Valàquia i va participar en croades contra els turcs per alliberar Sèrbia i Bulgària. La croada, per un breu període, va unir les forces divergents dels Balcans, i les victòries obtingudes en les batalles van aconseguir assegurar el Regne d'Hongria de l'ocupació otomana durant més d'un segle. Tot i que va morir en un campament militar, el seu fill Mátyás (Matthias Corvinus) es va convertir més tard en el més famós dels reis hongaresos. El papa Pius II el va anomenar Athleta Christi ("Campió de Crist") i El cavaller blanc de Valàquia.
El 1457 Matia va donar permís als serfs valaques per construir una església ortodoxa, bellament decorada amb pintures i conservada fins avui. Va continuar consolidant el castell i el domini feudal de Hunedoara. El castell d'Hunedoara es va convertir en un dels més grans del món medieval, sent testimoni de la grandesa de la seva família de nobles guerrers i estadistes, en una època de guerra i desesperació per la regió, a mesura que l'Imperi Otomà s'apropava a Europa central. A l'època del govern de Huníadi, Hunedoara es va convertir en un mercat (opiddum) del ferro. Matthias Corvinus va anomenar la ciutat una zona lliure d’impostos, i aquest privilegi va durar fins al segle xvii. La població variava entre 784 persones el 1512 i 896 persones al segle xvii. Després de la mort de Matthias, Hunedoara va passar al seu fill, John (hongarès: János; romanès: Ioan), però també va morir jove. La seva dona, Beatrice de Frangepan, es va casar amb Georg de Hohenzollern, marquès de Brandenburg el 1509. Però Georg de Brandenburg no residiria a Hunedoara, sinó que nomenà un representant, György Stolcz.

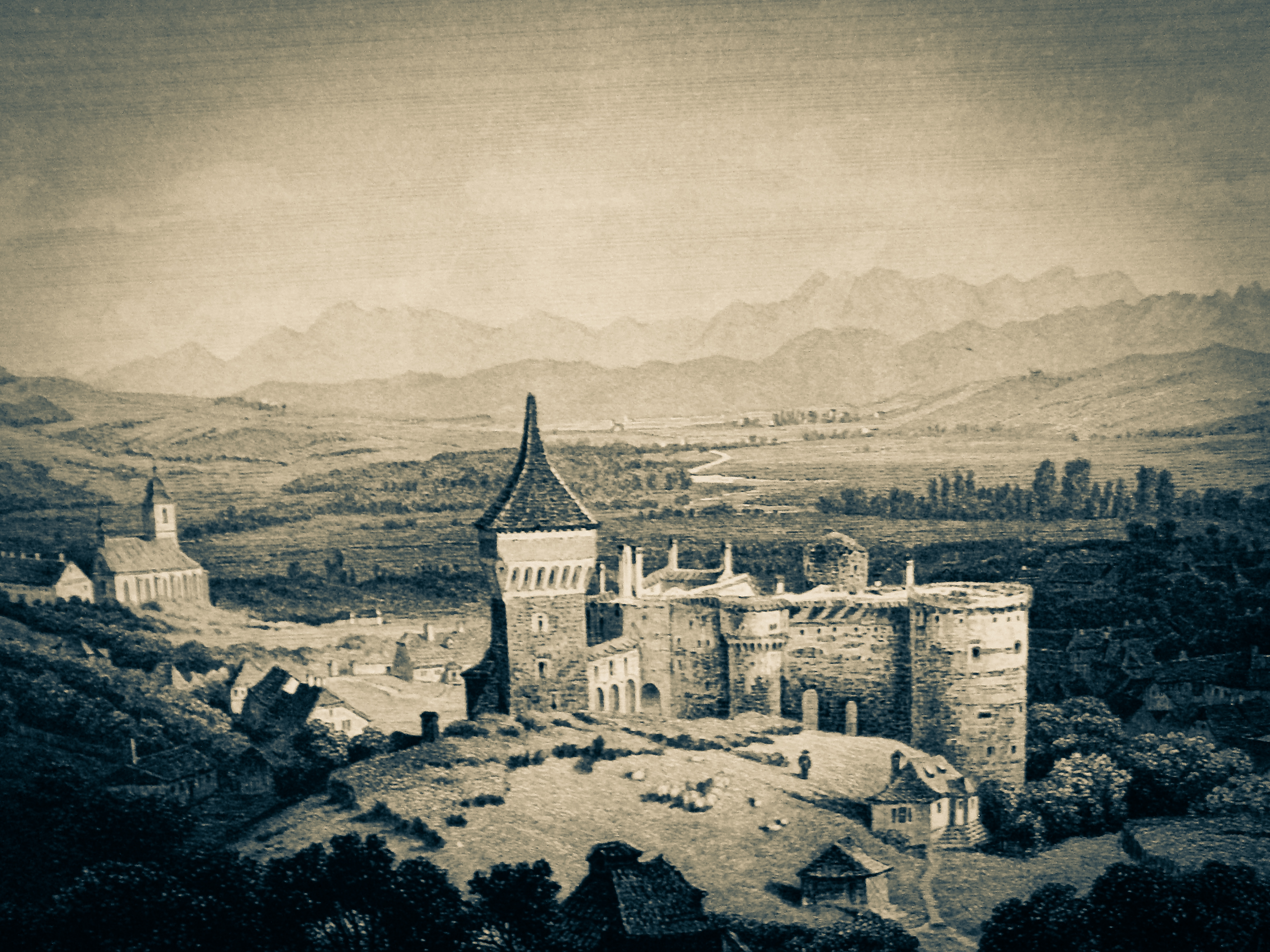
Hunedoara tal com la representa Ludwig Rohbock (1820−1883)

El 1514, durant la revolta camperola de György Dózsa, alguns van ser empresonats al castell i probablement torturats. La ciutat comptava amb 184 cases, una mida considerable per a l'època, i estava governada per un sacerdot ortodox designat. El 1528 un incendi va destruir 124 cases. El 1534, quan el regne d'Hongria fou conquerit pels turcs otomans, el castell fou assetjat durant la rebel·lió de Czibak Imre, el bisbe d'Oradea i dos anys després, John Zápolya donà el castell juntament amb altres possessions a Török Bálint, convertint-lo en el noble més ric d'Hongria. El 1557 es menciona que Török János, un proselititzador de la Reforma, va matar la seva infidel esposa Kendi Anna al castell. El 1601 el castell va ser assetjat per l'exèrcit valac de Miquel el Valent en la seva campanya - mentre governava Valàquia, Moldàvia i Transsilvània - contra l'Imperi otomà i per canviar el vassallatge otomà als Habsburg.
La ciutat i el castell van sobreviure relativament il·lesos per la Contrareforma de Giorgio Basta, general de l'Imperi dels Habsburg. El 1618, la propietat del castell passà a la família Bethlen. Gabriel Bethlen Voivode de Transsilvània va consolidar i ampliar el castell i el va donar al seu nebot Stephen Betlen que vivia aquí amb la seva dona Mary Széchy, famosa per la seva bellesa.
L'església reformada d'Hongria es va establir a Hunedoara el 1634 i Imre Thököly, un dels líders de la revolta protestant anti-Habsburg i més tard príncep de Transsilvània, va ser propietari del castell i va passar molt de temps vivint-hi. El 1685, el castell va passar a poder de Michael I Apafi, el príncep pro-Habsburg de Transsilvània. El 1710, l'antiga església va ser retornada als franciscans i el 1725 va recuperar el seu rang monacal. En aquest moment, la majoria de la població era romanesa.
La major part de l’actual Hunedoara era en aquella època una frondosa plana per on el riu Cerna serpentejava. Les modernes operacions de ferro van començar al peu del turó de Sant Pere (Sanpetru), a prop de la torre més llunyana del castell anomenada Nebojša, (en serbi "no tingueu por"), una torre que estava més allunyada del castell a l'època medieval, proporcionar el darrer refugi en cas de setge; cf. Torre Nebojša). Encara es pot veure l'eix de la mina. A prop també hi havia manufactures de ferro.
El 1667 ja hi havia una fàbrica d’acer al riu Cerna que produïa 490 tones de ferro colat i 66 tones de ferro el 1699. El 1714 Georg Steinhilbert en va fer un segon i el tercer el 1727. El 1743 les operacions van ser gestionades directament per Hisenda. Dels molins esmentats, un estava situat sota el pont principal i les seves parets estan ara en ruïnes.
Al segle xviii i part del segle xix, a mesura que la ciutat d'Hunedoara es va industrialitzar cada vegada més, els camperols de les regions properes van començar a traslladar-se a la ciutat i la població va augmentar. Només els alemanys, els hongaresos i els székelys de Transsilvània estaven representats a la dieta (vegeu Unio Trium Nationum). Els romanesos que en aquella època van formar uns aprox. El 50% de la població es va sentir explotada i revoltada en diverses ocasions. Els camperols del comtat de Hunedoara van donar suport a la revolta de Horea, Cloşca i Crişan el 1784, quan van assetjar sense èxit la propera fortalesa de Deva.
El castell de Hunedoara va donar refugi a la noblesa local i va ser la seva última funció de defensa militar. Posteriorment, representants de la regió van ser enviats a les assemblees nacionals romaneses celebrades a Blaj durant la Revolució de 1848 on els romanesos van decidir exigir la igualtat de drets i resistir l’intent d’Hongria d’obtenir la independència de la casa dels Habsburg. Això va iniciar una insurrecció a petita escala a Transsilvània que va ser tranquil·litzada ràpidament per l'exèrcit hongarès, a excepció de les muntanyes Apuseni, al nord de Hunedoara, on la tribuna Avram Iancu va lluitar per mantenir les forces hongareses lluny del control de les mines d'or. Els fracassos posteriors de la posterior monarquia austrohongaresa per complir les exigències dels romanesos juntament amb les campanyes de magiarització van agreujar i alienar la població romanesa de Hunedoara.
Durant la Primera Guerra Mundial, els romanesos del comtat de Hunedoara van donar suport activament a l'exèrcit romanès i l'Assemblea nacional romanesa va declarar la Unió de Transsilvània amb Romania el 1918. Després del final de la guerra, Transsilvània va passar a formar part de Romania. Les poblacions romaneses a la ciutat i al voltant de la ciutat es van guanyar ràpidament drets polítics i representació, i el desenvolupament industrial va continuar a un ritme cada vegada més gran.
Durant la Segona Guerra Mundial les acereries van formar part de l'esforç bèl·lic per a l'Eix. L'exèrcit romanès va perdre 700.000 soldats al front oriental i els aliats, 400.000 soldats addicionals que lluitaven contra l'Eix.
Després de l'ocupació soviètica i el posterior règim comunista, es va afavorir la indústria i Hunedoara va tenir durant un temps la planta productora d'acer més gran de Romania i els Balcans. La ciutat es va fer més gran i les fàbriques es van estendre tant que van igualar o superar la mida de la ciutat. La població també va augmentar a més de 87.000. L'equip de futbol, Corvinul Hunedoara, va ser durant molt de temps un dels equips de futbol més ben valorats de Romania, rivalitzant amb el Steaua o el Dinamo. Es va construir un gran estadi juntament amb altres instal·lacions esportives, com ara piscines cobertes i una pista de patinatge. A més del club esportiu Corvinul, es van construir altres dos clubs esportius, Constructorul i Siderurgistul, que ofereixen instal·lacions esportives diferents. Altres construccions notables van incloure una casa de teatre, diversos cinemes grans, moltes escoles i instituts i una facultat d’enginyeria.

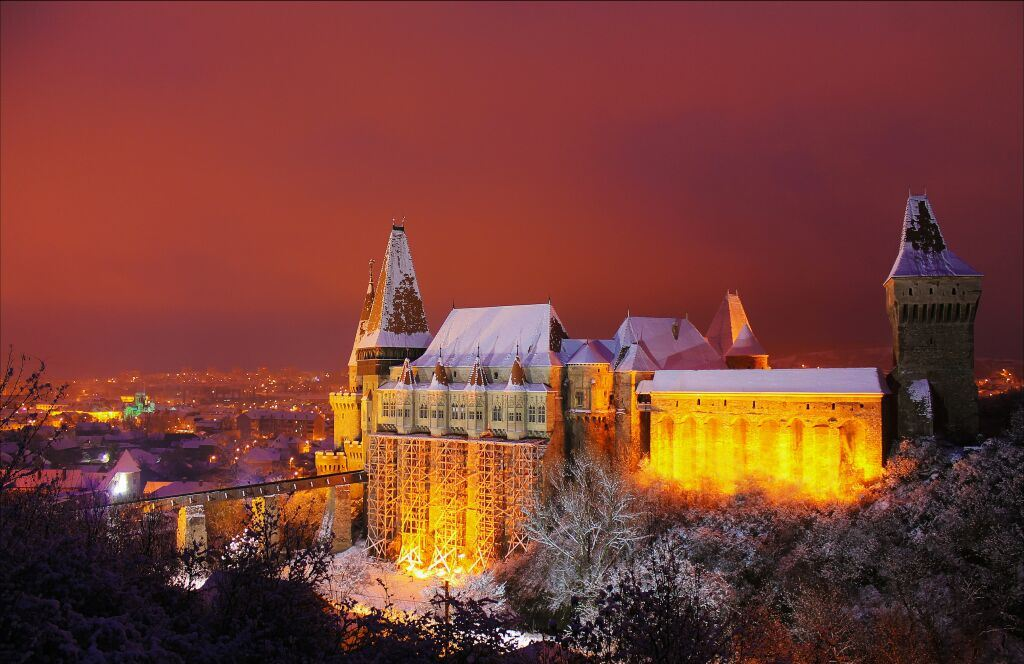
Hivern 2012 a prop del Castell

El col·lapse comunista va fer desaparèixer els antics mercats de l'acer i va haver de tancar o abandonar moltes empreses. No obstant això, la inversió de les empreses de capital romaneses i estrangeres va començar a oferir noves oportunitats laborals per a la gent. Actualment Arcelor-Mittal dirigeix el que queda de les siderúrgiques. La fàbrica d’acer funciona ara amb la fàbrica d’acer elèctrica núm. 2, la roda contínua i les laminadores. Està previst que la producció pugi per sobre de les 500.000 tones d’acer el 2007 i més enllà. La resta d’instal·lacions de producció s'han enderrocat o s'ha venut a inversors privats.

## Demografia
Abans dels temps moderns, l'equilibri ètnic de Hunedoara era més divers, com era el cas en altres llocs de la regió. Durant l'ascens de el nacionalisme a la regió dels romanesos ja tenien una majoria sòlida i hi havia poc de la fricció ètnica que anaven a ser trobat en un altre lloc a Transsilvània (veure Magyarization i rumanización).
El cens de 1850 va registrar 1.937 residents, compost per 1.275 romanesos, 248 hongaresos, 237 alemanys, 101 eslovacs i 86 gitanos. Les confessions religioses incloïen 992 ortodoxos, 370 grecs catòlics, 316 catòlics romans, 181 reformats, 42 evangèlics i 36 jueus. El cens de 1900 va registrar 4.419 residents, formats per 1.987 romanesos, 1.896 hongaresos, 365 alemanys i 101 eslovacs.
El nombre d'hongaresos va disminuir després del tractat de Trianon de 1920, quan Transsilvània va passar a formar part de Romania, mentre que la caiguda del comunisme el desembre de 1989 va veure com la majoria de famílies alemanyes abandonaven la ciutat i el país cap a Alemanya.
Durant l'era comunista, mentre funcionaven les fàbriques siderúrgiques, la població va arribar al màxim a 89.000 habitants, ja que els treballadors s'instal·laven del camp circumdant, així com d'Oltènia i Moldàvia. En l'era de transició que va seguir la caiguda del comunisme, un gran percentatge de la població romanesa va perdre la feina i molts van abandonar la ciutat a la recerca de millors oportunitats en altres llocs. Segons l'últim cens, a partir de 2011, hi havia 57.524 persones vivint a la ciutat de Hunedoara, convertint-la en la 32a ciutat més gran de Romania. La composició ètnica és la següent:
- Romanesos: 92,13%
- Hongarès: 5,19%
- Roma: 1,74%
- Altres (saxons transsilvans): 0,85%

## Entorn i atraccions

### Els Hunyadi / Corvins

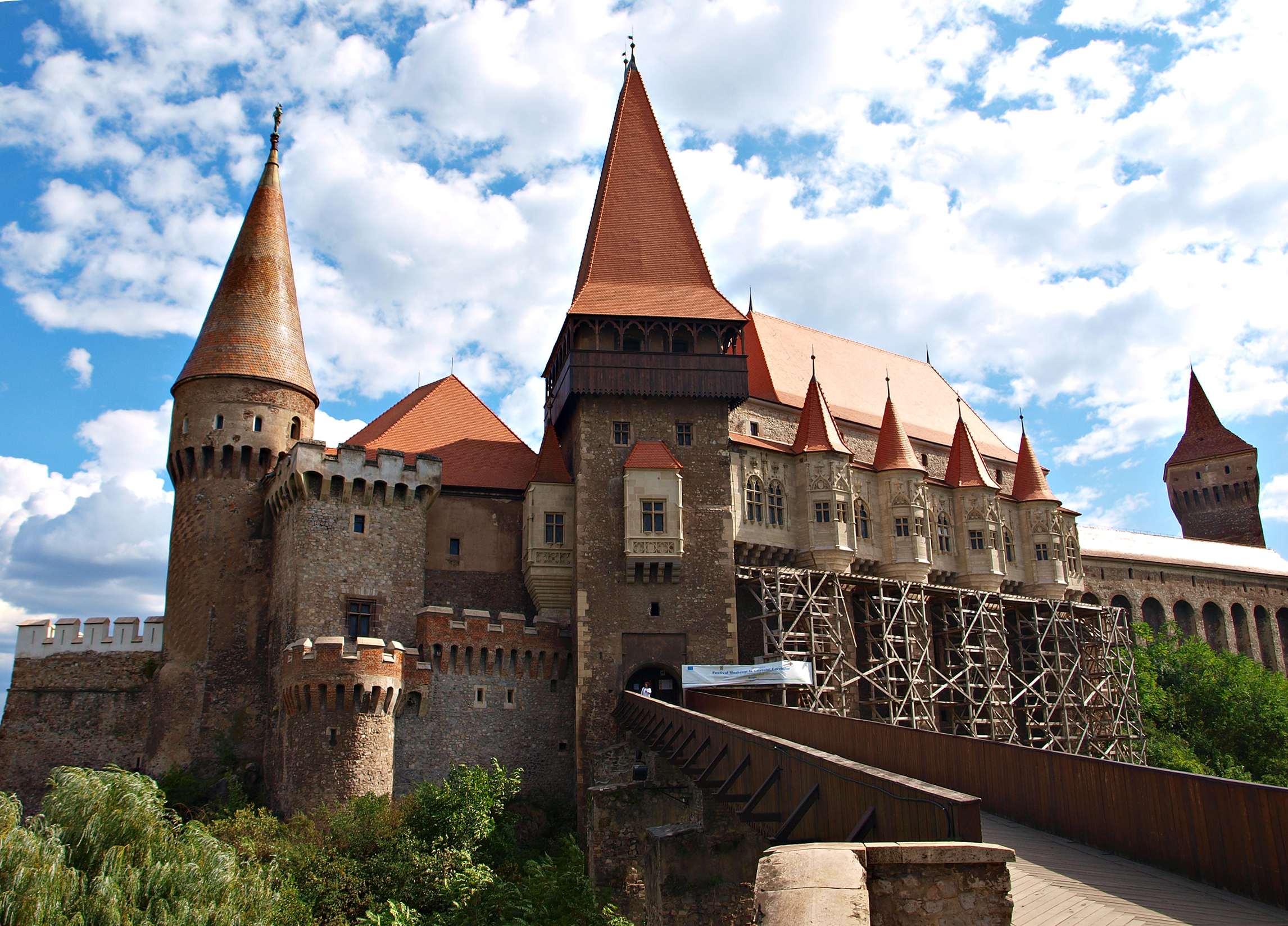
Castell de Hunyadi

El castell es coneix amb el nom de castell de Corvin i de " castell de Hunyadi ". "Hunyadi" és un nom més reconegut internacionalment per a la mateixa família, "Corvins" sent utilitzat principalment pels romanesos.
La seva impressionant mida i bellesa arquitectònica el situa entre els monuments més impressionants de l’art medieval, amb desenvolupaments posteriors afegits al gòtic i després al renaixement i al barroc. L'edifici es troba sobre una roca al voltant del qual flueix el riu Zlaști. Té un impressionant pont de tracció, innombrables torres, diversos patis interiors i dos grans salons, el "Knight Hall" i el "Diet Hall", ja que va allotjar la dieta de Transsilvània durant un curt període.
La història del castell està relacionada principalment amb la família Hunyadi, sent el lloc on va passar la seva infància John Hunyadi. Avui dia el municipi té cura del castell, ja que no hi ha descendents registrats dels hunyadi que poguessin comprometre’s. Vlad II Dracul, el governant de Valàquia, pare del notori Vlad Dràcula, va ser empresonat aquí, ja que havia caigut en desgràcia amb Hunyadi, sense proporcionar l'ajut promès (Dràcula, que una vegada havia estat tractat com a ostatge dels otomans pels seus el seu propi pare, més tard es va convertir en protegit d'Hunyadi, i es va fer càrrec de Valàquia poc abans de la mort de febre del seu mentor). El castell i els voltants són sovint utilitzats per companyies internacionals de cinema per a la producció de pel·lícules sobre l’època medieval.
- Imatges antigues del castell de Hunyadi

### El Museu del Ferro
El Museu del Ferro va tancar el 2004.

### Roureda de Chizid
Situat en un turó prop de Hunedoara, és un lloc per obtenir una vista de la ciutat.

### Zoo de Hunedoara
Situat a prop del bosc de Chizid, el zoo inclou, entre altres animals, lleons, ossos i llops.

### Llac d’Acumulació de Cincis
Construït el 1958–1964 per subministrar aigua industrial a la fàbrica d’acer de Hunedoara al riu Cerna, cobreix les restes de cinc pobles: Cinciş Cerna, Valea Ploştii, Banea Lui Crai, Moara Ungurului, Ciuleni. Abans d’inundar la zona, els pobles van ser traslladats cap amunt del llac. Les restes dels pobles continuen sota l’aigua: fonaments, parets de cases, pous d’esglésies, etc. Avui el llac es va convertir en un petit complex turístic romanès i estranger.

### Les muntanyes de Poiana Ruscă
Àmplies i de fàcil accés a peu o en cotxe, les muntanyes estan habitades per una antiga població de romanesos, anomenats pǎdureni (boscosos). Han conservat la seva cultura i el sentit de la identitat i celebren anualment diversos festivals. Els romans explotaven marbre a la pedrera propera.

### Les coves de Nandru
Les coves contenen artefactes culturals i cementiris de neandertals. A partir de febrer de 2007, estan tancats al públic.

### La reserva natural paleontològica de Buituri i Nandru
La reserva natural conté cargols i peixos fossilitzats.

### Esports
Hunedoara compta amb una de les sales de bitlles més modernes d’Europa, que va ser la seu del Mundial de bitlles del 2002. Altres instal·lacions esportives inclouen pistes de tennis d'argila vermella i una piscina coberta. Alguns dels atletes notables originaris de Hunedoara són Mihai Leu, antic campió del món de boxa de la WBO i campió nacional de ral·li, Michael Klein (futbolista), a més de Maria Cioncan, medalla de bronze olímpica i Bogdan Lobonț, porter de futbol destacat.
Maria Neculita: medalla de bronze olímpica, Jocs Olímpics d'estiu del 1992.